# Bar joke

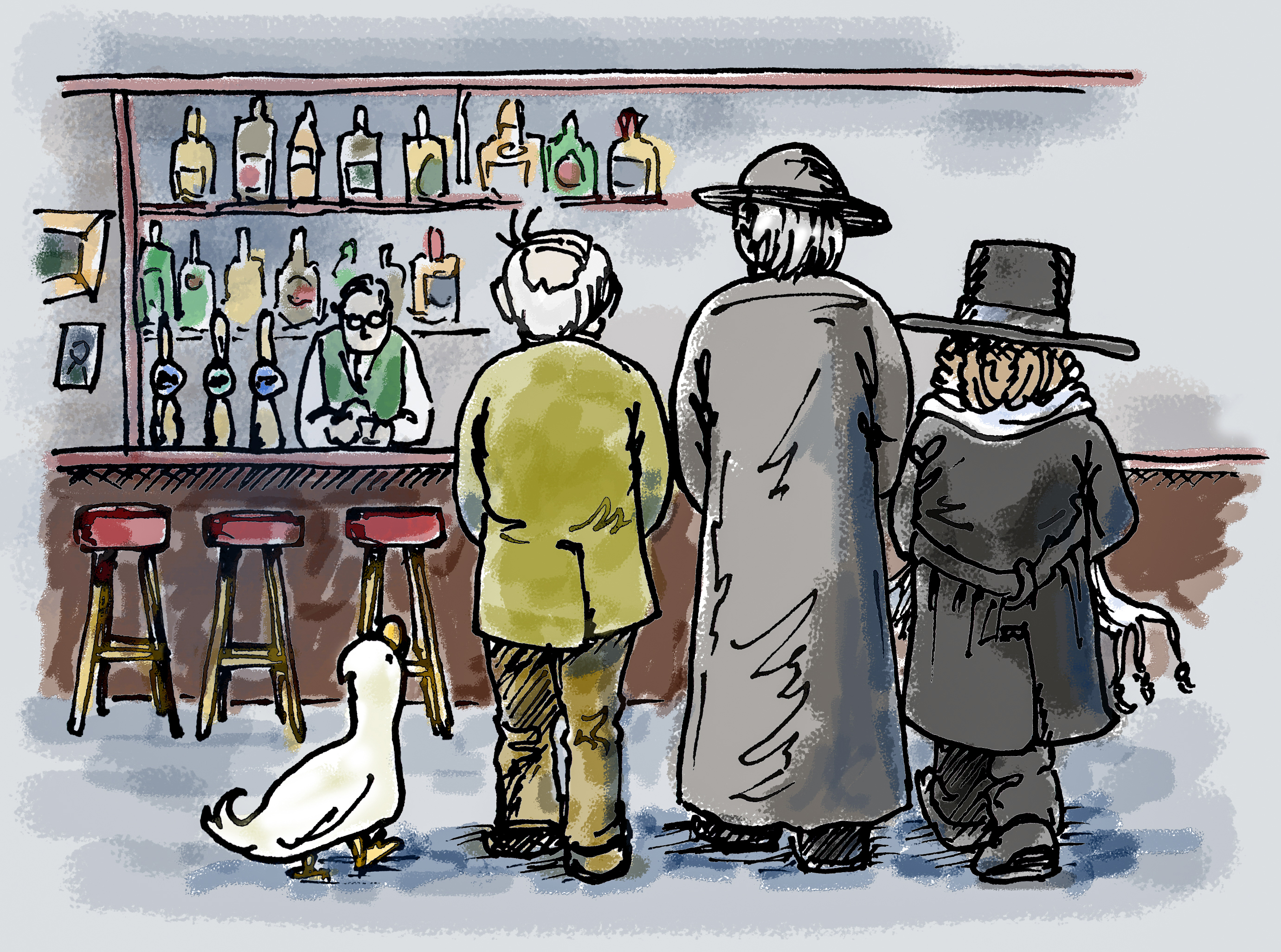
En präst, en rabbin, en predikant och en anka går in på en bar...

Bar joke, på svenska ungefär barhistoria, är en typ av kortfattad rolig historia. Upplägget är: Ett <substantiv> går in på en bar och <någon form av vits, internt skämt eller absurdiet>. Till exempel: 
En orm går in på en bar. Bartendern frågar: – Hur sjutton gjorde du det?
Ett av de äldsta exemplen kommer från en 4 000 år gammal sumerisk skrift som bland annat listar olika skämt, men i just det exemplet verkar det roliga ha gått förlorat:
En hund går in på en taverna och säger: – Jag kan inte se någonting. Jag öppnar den här.
Liknande skämt finns dokumenterade i texter genom århundradena som antikens Rom och renässansens Europa. På 1800-talet fick de genomslag i USA och på 1950-talet var det genomgående djur som gick in i en bar. På 1970-talet blev skämten en självklar del av den amerikanska standup-scenen.

## Varianter
Varianterna bygger ofta på det absurda, vilket är tydligt när det är ett djur eller en sak som går in i en bar. Skämten har också utvecklats till att det är flera personer som går in på en bar, med olika yrken eller liknande yrken. Ofta är det ordlekar, interna skämt och meta-skämt, där själva skämtet bygger på att åhöraren känner till konceptet, till exempel:
En präst, en predikant och en rabbi går in på en bar. Bartendern frågar: – Vad är detta? Ett skämt?
Interna skämt rör ofta olika yrken och sammanslutningar. Ett exempel gäller Wikipedia, som ofta ifrågasätts, vilket lett till krav på källor och markeringar, som [källa behövs] där sådana saknas. Skämtet involverar ytterligare kunskap att Wikipedias grundare är Jimmy Wales:
Jimmy Wales går in på en bar.[källa behövs]